# Parada de Todeia
Parada de Todeia ist eine Gemeinde (Freguesia) im portugiesischen Kreis Paredes. In ihr leben 1792 Einwohner (Stand 19. April 2021).